# Laura Balbo
Laura Balbo és una sociòloga i política italiana. Presidenta de l'associació Italia-Razzismo i de la International Association for the Study of Racism i professora de Sociologia a la Universitat de Ferrara (Itàlia). Ha estat membre del Parlament italià i ministra d'Igualtat d'oportunitats del govern del seu país del 1998 al 2000. Com a membre de diversos grups de recerca internacionals, ha dut a terme diferents estudis sobre els processos d'etnicització de la societat europea, i també ha estat presidenta de l'Associació Italiana de Sociologia i assessora de l'OMS i la UNESCO. Escriu sovint en diversos mitjans italians i europeus i entre els seus títols publicats destaca In che razza di società vivremo? L'Europa, i razzismi, il futuro (Bruno Mondadori, 2006).